# Ockesjön
Ej att förväxla med Ocksjön, Västernorrland
Ockesjön är en insjö i Åre kommun i Jämtland och ingår i Indalsälvens huvudavrinningsområde. Sjön är 16 meter djup, har en yta på 7,99 kvadratkilometer och befinner sig 300 meter över havet. Sjön avvattnas av vattendraget Indalsälven.
Vid sjön ligger småorten Ocke.

## Delavrinningsområde
Ockesjön ingår i det delavrinningsområde (702033-139764) som SMHI kallar för Utloppet av Ockesjön. Medelhöjden är 340 meter över havet och ytan är 41,77 kvadratkilometer. Räknas de 863 avrinningsområdena uppströms in blir den ackumulerade arean 8 396,19 kvadratkilometer. Avrinningsområdets utflöde Indalsälven mynnar i havet. Avrinningsområdet består mestadels av skog (65 procent). Avrinningsområdet har 8,06 kvadratkilometer vattenytor vilket ger det en sjöprocent på 19,3 procent.